# Caëstre
 Caëstre  (en flamenco occidental Caester, en neerlandés Kaaster) es una población y comuna francesa, en la región de Norte-Paso de Calais, departamento de Norte, en el distrito de Dunkerque y cantón de Hazebrouck-Nord.

## Demografía
| 1114 | 1164 | 1191 | 1340 | 1597 | 1677 | 1812 |
| Para los censos de 1962 a 1999 la población legal corresponde a la población sin duplicidades (Fuente: INSEE [Consultar]) |      |      |      |      |      |      |